# 2C-G-N
2C-G-N或称为 2C-NPH（化学名：1,4-二甲氧基萘-2-乙胺，1,4-dimethoxynaphthyl-2-ethylamine）是一种含氮有机化合物，化学式为C14H17NO2，属于2,5-二甲氧基苯乙胺衍生物（2C类化合物），最早由亚历山大·舒尔金合成。